# D. I. Cucu
D. I. Cucu a fost co-fondator alături de Cezar Petrescu al revistei Gândirea, fondat în 1921 la Cluj.

## Operă
"Clujul - Realitatea Românească a Capitalei Ardealului" - Cucu, D. I., București, Tipografia Dacia Traiana, 1940.